# Ameerega
Ameerega é um gênero de anfíbios da família Dendrobatidae.
As seguintes espécies são reconhecidas:
- Ameerega altamazonica (Twomey and Brown, 2008)
- Ameerega bassleri (Melin, 1941)
- Ameerega berohoka Vaz-Silva and Maciel, 2011[2]
- Ameerega bilinguis (Jungfer, 1989)
- Ameerega boehmei Lötters, Schmitz, Reichle, Rödder, and Quennet, 2009
- Ameerega boliviana (Boulenger, 1902)
- Ameerega braccata (Steindachner, 1864)
- Ameerega cainarachi (Schulte, 1989)
- Ameerega flavopicta (Lutz, 1925)
- Ameerega hahneli (Boulenger, 1884)
- Ameerega ignipedis Brown and Twomey, 2009
- Ameerega imasmari (Brown, 2019)
- Ameerega ingeri (Cochran and Goin, 1970)
- Ameerega labialis (Cope, 1874)
- Ameerega macero (Rodriguez and Myers, 1993)
- Ameerega munduruku Neves, Silva, Akieda, Cabrera, Koroiva, and Santana, 2017
- Ameerega panguana (Brown, 2019)
- Ameerega parvula (Boulenger, 1882)
- Ameerega pepperi Brown and Twomey, 2009
- Ameerega peruviridis Bauer, 1986
- Ameerega petersi (Silverstone, 1976)
- Ameerega picta (Bibron, 1838)
- Ameerega planipaleae (Morales and Velazco, 1998)
- Ameerega pongoensis (Schulte, 1999)
- Ameerega pulchripecta (Silverstone, 1976)
- Ameerega rubriventris (Lötters, Debold, Henle, Glaw, and Kneller, 1997)
- Ameerega shihuemoy (Serrano, 2017)
- Ameerega silverstonei (Myers and Daly, 1979)
- Ameerega simulans (Myers, Rodriguez, and Icochea, 1998)
- Ameerega trivittata (Spix, 1824)
- Ameerega yoshina Brown and Twomey, 2009
- Ameerega yungicola (Lötters, Schmitz, and Reichle, 2005)